# Campeonato de Futsal de Concacaf de 2024
El Campeonato de Futsal de Concacaf de 2024 fue la octava edición del Campeonato de Futsal de Concacaf, torneo que se realiza cada cuatro años organizado por la Concacaf y que se jugó por primera vez en Nicaragua del 13 al 20 de abril de 2024.
En el torneo los cuatro mejores equipos logran la clasificación a la Copa Mundial de fútbol sala de la FIFA 2024 a celebrarse en Uzbekistán.

## Participantes
CONCACAF anunció que 12 equipos participarían en el torneo.
| País                          | Apariciones | Mejor participación                   | Apariciones en la Copa Mundial de fútbol sala de la FIFA |
| ----------------------------- | ----------- | ------------------------------------- | -------------------------------------------------------- |
| Guatemala                     | 6°          | Campeón (2008)                        | 2000, 2008, 2012, 2016, 2021                             |
| Panamá                        | 6°          | Finalista (2016)                      | 2012, 2016, 2021                                         |
| Costa Rica (Campeón defensor) | 8°          | Campeón (2000, 2012, 2016, 2021)      | 1992, 2000, 2012, 2016, 2021                             |
| Cuba                          | 8°          | Finalista (1996, 2000, 2004, 2008)    | 1996, 2000, 2004, 2008, 2016                             |
| México                        | 8th         | 3° Lugar (1996)                       | 2012                                                     |
| Estados Unidos                | 7°          | Campeón (1996, 2004)                  | 1989, 1992, 1996, 2004, 2008, 2021                       |
| Trinidad y Tobago             | 4°          | Fase de grupos (2004, 2008, 2021)     |                                                          |
| Canadá                        | 4°          | Fase de grupos (2012, 2016) QF (2021) | 1989                                                     |
| Haití                         | 5°          | Fase de grupos (2008, 2021)           |                                                          |
| Surinam                       | 4°          | Cuartos de final (2021)               |                                                          |
| Nicaragua (anfitrión)         | 3°          | Fase de grupos (2000, 2021)           |                                                          |
| República Dominicana          | 2°          | Cuartos de final (2021)               |                                                          |

- Negrita indica campeón.
- Cursiva indica que fue sede.

## Sede
Los partidos se van a jugar en el Polideportivo Alexis Argüello de Managua, Nicaragua.
| Managua | Managua                       |
| ------- | ----------------------------- |
| Managua | Polideportivo Alexis Argüello |
| Managua | Capacidad: 8,000              |

## Árbitros
Los siguientes árbitros fueron seleccionados el 1 de abril de 2024.
| Árbitros           | Árbitros            | Árbitros           |
| ------------------ | ------------------- | ------------------ |
| Chris Grabas       | Manuel Rosario      | Roberto Lopez      |
| Diego Molina Lopez | Lester Mazariegos   | Jhony Doñan Garcia |
| Josue Molina       | Maynor Sanic        | Jorge Flores       |
| Adrian Martinez    | Colin Abel          | Jose Barrera       |
| Brenda Valdez      | Carlos Trejo        | Anthony Terbog     |
| Reinier Fis        | Jonathan Betancourt | Josh Wilkens       |
| Yordanka Pouyoux   | Francisco Cedeno    | Krystin Pahia      |
| Javier Garcia      | Ricardo Lay         | Matthew Rodman     |

## Fase de grupos
Los dos primeros lugares de cada grupos más los 2 mejores terceros lugares avanzan a los cuartos de final.

### Grupo A
| Pos. | Equipo     | Pts. | PJ | G | E | P | GF | GC | Dif. | Clasificación |
| ---- | ---------- | ---- | -- | - | - | - | -- | -- | ---- | ------------- |
| 1    | Costa Rica | 9    | 3  | 3 | 0 | 0 | 15 | 6  | +9   | Fase final    |
| 2    | México     | 6    | 3  | 2 | 0 | 1 | 18 | 11 | +7   | Fase final    |
| 3    | Surinam    | 3    | 3  | 1 | 0 | 2 | 8  | 10 | −2   |               |
| 4    | Haití      | 0    | 3  | 0 | 0 | 3 | 7  | 21 | −14  |               |

 Fuente: CONCACAF
Criterios de clasificación: 
| 13 de abril de 2024, (2:00 PM UTC-6) | México | 7-3 | Surinam                                        | Polideportivo Alexis Argüello, Managua |                           |
|                                      | - Soltero 3'42"' - Sánchez 12'52"' - M. Giorgana 13'41"' - Magaña 14'30"', 35'16"' - E. Giorgana 27'02"' - Rivera 29'59"' |     | - Adams 2'49"' - Donner 7'58"' - Blatz 38'22"' | Árbitro(s): Roberto López              | Árbitro(s): Roberto López |

| 13 de abril de 2024, (4:00 PM UTC-6) | Costa Rica | 8-3 (Abandono) | Haití                                                  | Polideportivo Alexis Argüello, Managua |                               |
| | - Chavarria 4'40"', 6'42"' - León 7'32"' - Vargas 13'42"' - Cabalceta 15'18"', 16'06"' - Fonseca 19'04"' - Gómez 21'01"' |                | - Preval 12'29"' - Voltaire 16'38"' - Borgella 17'34"' | Árbitro(s): Lester Mazariegos          | Árbitro(s): Lester Mazariegos |
| Haití abandonó el partido después de que el marcador se encontrara 8-3 (21 minutos jugados), debido a que el quipo no pudiera continuar derivado de varias lesiones, lo que les impidió presentar un equipo completo. | |                |                                                        |                                        |                               |

| 14 de abril de 2024, (2:00 PM UTC-6) | Surinam            | 1-3 | Costa Rica                                            | Polideportivo Alexis Argüello, Managua |                              |
|                                      | Sastromedjo 6'45"' |     | - Rodríguez 7'43"' - Salas 10'04"' - Tijerino 17'54"' | Árbitro(s): Francisco Cedeño           | Árbitro(s): Francisco Cedeño |

| 14 de abril de 2024, (4:00 PM UTC-6) | Haití                                                         | 4-9 | México | Polideportivo Alexis Argüello, Managua |                          |
|                                      | - Borgella 2'54"', 4'00"' - Preval 5'55"' - St Hubert 12'47"' |     | - Soltero 0'59"' - E. Giorgana 7'25"', 34'30"' - Dávalos 7'54"', 29'52"' - Sánchez 12'25"', 26'42"' - Atri 20'55"' - M. Giorgana 35'12"' | Árbitro(s): Maynor Sanic               | Árbitro(s): Maynor Sanic |

| 15 de abril de 2024, (2:00 PM UTC-6) | Surinam                                                          | 4-0 | Haití | Polideportivo Alexis Argüello, Managua |                           |
|                                      | - Doesburg 8'22"' - Adams 19'52"' - Sastromedjo 33'36"', 35'00"' |     |       | Árbitro(s): Krystin Pahia              | Árbitro(s): Krystin Pahia |

| 15 de abril de 2024, (4:00 PM UTC-6) | Costa Rica                                                            | 4-2 | México                                  | Polideportivo Alexis Argüello, Managua |                          |
|                                      | - Gamboa 12'34"' - Gomez 21'15"' - Vindas 26'19"' - Cabalceta 29'02"' |     | - E. Giorgana 10'44"' - Soltero 26'56"' | Árbitro(s): Josh Wilkens               | Árbitro(s): Josh Wilkens |

### Grupo B
| Pos. | Equipo        | Pts. | PJ | G | E | P | GF | GC | Dif. | Clasificación |
| ---- | ------------- | ---- | -- | - | - | - | -- | -- | ---- | ------------- |
| 1    | Panamá        | 6    | 3  | 2 | 0 | 1 | 15 | 9  | +6   | Fase final    |
| 2    | Cuba          | 5    | 3  | 1 | 2 | 0 | 10 | 9  | +1   | Fase final    |
| 3    | Canadá        | 4    | 3  | 1 | 1 | 1 | 14 | 15 | −1   | Fase final    |
| 4    | Nicaragua (H) | 1    | 3  | 0 | 1 | 2 | 8  | 14 | −6   |               |

 Fuente: CONCACAF
Criterios de clasificación: 
| 13 de abril de 2024, (6:00 PM UTC-6) | Cuba                                                                              | 5-5 | Canadá                                                                 | Polideportivo Alexis Argüello, Managua |                            |
|                                      | - Martínez 6'14"', 24'54"' - Hernández 6'55"' - Álvarez 7'36"' - González 30'20"' |     | - Mlah 14'22"', 31'07"' - El Harchali 16'21"' - Kwemi 24'34"', 35'53"' | Árbitro(s): Manuel Rosario             | Árbitro(s): Manuel Rosario |

| 13 de abril de 2024, (8:00 PM UTC-6) | Panamá                                                                                         | 6-3 | Nicaragua                                         | Polideportivo Alexis Argüello, Managua |                          |
|                                      | - Milord 2'50"' - Goodridge 12'40"' - Ortiz 22'48"', 35'37"' - Hinks 24'40"' - Escobar 33'02"' |     | - Sequeira 21'39"' - Kripp 28'00"' - Ruiz 35'22"' | Árbitro(s): José Barrera               | Árbitro(s): José Barrera |

| 14 de abril de 2024, (6:00 PM UTC-6) | Canadá                                | 3-7 | Panamá | Polideportivo Alexis Argüello, Managua |                         |
|                                      | Kwemi 7'39"', 20'18"' (pen.), 34'15"' |     | - Maquensi 4'39"', 12'11"' - Ortiz 5'13"', 24'56"' - Campos 30'17"' - Goodridge 36'14"' - Peñaloza 16'41"' | Árbitro(s): Diego López                | Árbitro(s): Diego López |

| 14 de abril de 2024, (8:00 PM UTC-6) | Nicaragua                     | 2-2 | Cuba                                | Polideportivo Alexis Argüello, Managua |                          |
|                                      | Kripp 25'25"', 29'33"' (pen.) |     | - González 8'40"' - Morales 18'49"' | Árbitro(s): Johny García               | Árbitro(s): Johny García |

| 15 de abril de 2024, (6:00 PM UTC-6) | Panamá                           | 2-3 | Cuba                                | Polideportivo Alexis Argüello, Managua |                          |
|                                      | - Ortiz 32'03"' - Campos 38'24"' |     | Hernández 17'15"', 20'56"', 38'39"' | Árbitro(s): José Barrera               | Árbitro(s): José Barrera |

| 15 de abril de 2024, (8:00 PM UTC-6) | Canadá                                                                                                   | 6-3 | Nicaragua                                  | Polideportivo Alexis Argüello, Managua |                         |
|                                      | - Diaz 05'07"' (a.g.) - Nboucha 12'32"', 17'41"' - Chamale 23'06"' - Kwemi 30'36"' - El Harchali 33'54"' |     | - Sequeira 10'46"', 17'07"' - Ruiz 29'09"' | Árbitro(s): Diego López                | Árbitro(s): Diego López |

### Grupo C
| Pos. | Equipo               | Pts. | PJ | G | E | P | GF | GC | Dif. | Clasificación |
| ---- | -------------------- | ---- | -- | - | - | - | -- | -- | ---- | ------------- |
| 1    | Guatemala            | 7    | 3  | 2 | 1 | 0 | 15 | 11 | +4   | Fase final    |
| 2    | República Dominicana | 6    | 3  | 2 | 0 | 1 | 23 | 14 | +9   | Fase final    |
| 3    | Estados Unidos       | 4    | 3  | 1 | 1 | 1 | 16 | 14 | +2   | Fase final    |
| 4    | Trinidad y Tobago    | 0    | 3  | 0 | 0 | 3 | 8  | 23 | −15  |               |

 Fuente: CONCACAF
Criterios de clasificación: 
| 13 de abril de 2024, (10:00 AM UTC-6) | Estados Unidos                                                                                        | 7-4 | Trinidad y Tobago                                                      | Polideportivo Alexis Argüello, Managua |                         |
|                                       | - Ortiz 8'11"', 19'55"' - De Andrade 9'46"', 34'46"' - Burato 22'35"' - Lopez 31'54"' - Tayou 33'24"' |     | - Ollivierra 1'49"', 22'09"' - Benny 24'13"' (pen.) - Woo Ling 36'00"' | Árbitro(s): Ricardo Lay                | Árbitro(s): Ricardo Lay |

| 13 de abril de 2024, (12:00 M UTC-6) | Guatemala | 7-5 | República Dominicana                                                            | Polideportivo Alexis Argüello, Managua |                             |
|                                      | - Alvarado 4'05"', 21'51"', 25'20"' - Aguilar 21'25"' - Campaignac 27'59"' - Sandoval 33'44"' - Ruiz 35'11"' |     | - Gómez 13'14"' - D. Rondón 15'57"', 20'48"' - López 24'27"' - Gardelli 39'29"' | Árbitro(s): Adrián Martínez            | Árbitro(s): Adrián Martínez |

| 14 de abril de 2024, (10:00 AM UTC-6) | Trinidad y Tobago                            | 3-5 | Guatemala                                                                                | Polideportivo Alexis Argüello, Managua |                               |
|                                       | - Benny 6'35"', 28'46"' - Hospedales 15'52"' |     | - Santizo 21'52"' - Aguilar 25'11"' - Alvarado 26'20"' - Sandoval 27'48"' - Ruiz 34'59"' | Árbitro(s): Reinier Fis Solís          | Árbitro(s): Reinier Fis Solís |

| 14 de abril de 2024, (12:00 M UTC-6) | República Dominicana                                                                                               | 7-6 | Estados Unidos                                                                            | Polideportivo Alexis Argüello, Managua |                          |
|                                      | - D. Rondón 2'40"' - Belliard 4'30"' - Pepen 14'11"' - López 25'29"' - Cestero 30'18"' - H. Pérez 31'27"', 39'29"' |     | - Mendez 5'11"', 33'37"', 35'44"' - Gonzalez 19'55"' - Tayou 33'10"' - De Andrade 39'39"' | Árbitro(s): Jorge Flores               | Árbitro(s): Jorge Flores |

| 15 de abril de 2024, (10:00 AM UTC-6) | Trinidad y Tobago | 1-11 | República Dominicana | Polideportivo Alexis Argüello, Managua |                           |
|                                       | Neptune 28'32"'   |      | - D. Rondon 9'42"', 22'07"', 30'07"', 38'19"' - Belliard 12'40"', 24'09"' - Gomez 13'56"' - H. Perez 28'09"' - Lopez 32'31"' - Alvarez 34'01"' - Gardelli 39'07"' | Árbitro(s): Brenda Valdez              | Árbitro(s): Brenda Valdez |

| 15 de abril de 2024, (12:00 M UTC-6) | Guatemala                                  | 3-3 | Estados Unidos                                          | Polideportivo Alexis Argüello, Managua |                           |
|                                      | - Sandoval 30'31"', 32'04"' - Ruiz 37'43"' |     | - Gonzalez 13'38"' - De Andrade 20'00"' - Tayou 20'37"' | Árbitro(s): Roberto López              | Árbitro(s): Roberto López |

### Ranking de equipos terceros clasificados
Los 2 mejores terceros clasificados de los 3 grupos avanzan a la fase eliminatoria junto con los tres ganadores de grupo y los tres subcampeones.
| Pos. | Grp. | Equipo         | Pts. | PJ | G | E | P | GF | GC | Dif. | Clasificación |
| ---- | ---- | -------------- | ---- | -- | - | - | - | -- | -- | ---- | ------------- |
| 1    | C    | Estados Unidos | 4    | 3  | 1 | 1 | 1 | 16 | 14 | +2   | Fase final    |
| 2    | B    | Canadá         | 4    | 3  | 1 | 1 | 1 | 14 | 15 | −1   | Fase final    |
| 3    | A    | Surinam        | 3    | 3  | 1 | 0 | 2 | 8  | 10 | −2   |               |

 Fuente: CONCACAF

## Fase final
En la Fase final, la Prórroga y Tiros desde el punto penal Se utilizan para decidir el ganador si es necesario.
|  | Cuartos de final     | Cuartos de final |            |           | Semifinales  | Semifinales  |  |  | Final | Final |
|  |                      |                  |            |           |              |              |  |  |       |       |
|  |                      |                  |            |           |              |              |  |  |       |       |
|  |                      |                  |            |           |              |              |  |  |       |       |
|  | Costa Rica           | 3                |            |           |              |              |  |  |       |       |
|  | Costa Rica           | 3                |            |           |              |              |  |  |       |       |
|  | Canadá               | 2                |            |           |              |              |  |  |       |       |
|  | Canadá               | 2                | Costa Rica | 3 (6)     |              |              |  |  |       |       |
|  |                      |                  | Costa Rica | 3 (6)     |              |              |  |  |       |       |
|  |                      | Cuba             | 3 (7)      |           |              |              |  |  |       |       |
|  | República Dominicana | Cuba             | 3 (7)      | 1         |              |              |  |  |       |       |
|  | República Dominicana |                  |            | 1         |              |              |  |  |       |       |
|  | Cuba                 | 2                |            |           |              |              |  |  |       |       |
|  | Cuba                 | 2                | Cuba       | 3         |              |              |  |  |       |       |
|  |                      |                  | Cuba       | 3         |              |              |  |  |       |       |
|  |                      | Panamá           | 4          |           |              |              |  |  |       |       |
|  | Panamá               | Panamá           | 4          | 2         |              |              |  |  |       |       |
|  | Panamá               |                  |            | 2         |              |              |  |  |       |       |
|  | Estados Unidos       | 1                |            |           |              |              |  |  |       |       |
|  | Estados Unidos       | 1                | Panamá     | 6         | Tercer lugar | Tercer lugar |  |  |       |       |
|  |                      |                  | Panamá     | 6         |              |              |  |  |       |       |
|  |                      | Guatemala        | 3          |           |              |              |  |  |       |       |
|  | Guatemala            | Guatemala        | 3          | 9         | Costa Rica   | 0            |  |  |       |       |
|  | Guatemala            |                  |            | 9         | Costa Rica   | 0            |  |  |       |       |
|  | México               | 4                |            | Guatemala | 3            |              |  |  |       |       |
|  | México               | 4                |            |           | 3            |              |  |  |       |       |
|  |                      |                  |            |           |              |              |  |  |       |       |
|  |                      |                  |            |           |              |              |  |  |       |       |

### Cuartos de final
Los ganadores clasifican a la Copa Mundial de fútbol sala de la FIFA 2024.
| 17 de abril de 2024, (12:00 PM UTC-6) | Costa Rica                                            | 3-2 | Canadá                              | Polideportivo Alexis Argüello, Managua |                          |
|                                       | - Cabalceta 7'49"' - Tijerino 8'59"' - Vindas 16'15"' |     | - Rose 4'35"' - El Harchali 28'29"' | Árbitro(s): Josh Wilkens               | Árbitro(s): Josh Wilkens |

| 17 de abril de 2024, (2:00 PM UTC-6) | Panamá                           | 2-1 | Estados Unidos     | Polideportivo Alexis Argüello, Managua |                         |
|                                      | - Hinks 12'42"' - Milord 14'41"' |     | De Andrade 38'50"' | Árbitro(s): Diego López                | Árbitro(s): Diego López |

| 17 de abril de 2024, (4:00 PM UTC-6) | Guatemala | 9-4 | México                                                                       | Polideportivo Alexis Argüello, Managua |                          |
|                                      | - Alvarado 3'47"', 8'21"', 24'33"' - Sandoval 11'08"', 33'58"' - Díaz 13'08"' - E. Santizo 24'53"' - Marín 30'49"' - Paniagua 35'21"' |     | - Sánchez 3'37"' - E. Giorgana 5'10"' - M. Giorgana 5'18"' - Dávalos 40'00"' | Árbitro(s): José Barrera               | Árbitro(s): José Barrera |

| 17 de abril de 2024, (6:00 PM UTC-6) | República Dominicana | 1-2 | Cuba                                 | Polideportivo Alexis Argüello, Managua |                         |
|                                      | Pepen 17'21"'        |     | - Hernández 1'24"' - Ramírez 16'06"' | Árbitro(s): Ricardo Lay                | Árbitro(s): Ricardo Lay |

### Semifinales
| 18 de abril de 2024, (6:00 PM UTC-6) | Costa Rica                                                                | 3-3 (t. s.)(6:7 p.)        | Cuba                                                                                  | Polideportivo Alexis Argüello, Managua |                          |
|                                      | - Rodriguez 14'43"' - Fonseca 33'37"' - Tijerino 35'32"'                  |                            | - Morales 24'28"' - Cotilla 31'43"' - Aguilera 38'02"'                                | Árbitro(s): Maynor Sanic               | Árbitro(s): Maynor Sanic |
|                                      |                                                                           | Tiros desde el punto penal |                                                                                       |                                        |                          |
|                                      | - Rodriguez - Leon - Vindas - Salas - Tijerino - Fonseca - Ortega - Gomez |                            | - Martinez - Hernández - Valiente - Cotilla - Ramirez - Gonzalez - Aguilera - Morales |                                        |                          |

| 18 de abril de 2024, (8:00 PM UTC-6) | Panamá                                                                                           | 6-3 (t. s.) | Guatemala                                         | Polideportivo Alexis Argüello, Managua |                            |
|                                      | - Campos 1'44"' - Maquensi 4'07"' - Milord 22'53"', 46'53"' - Castrellon 44'59"' - Ortiz 49'48"' |             | - Ruiz 3'48"' - Diaz 10'55"' - Campaignac 18'55"' | Árbitro(s): Manuel Rosario             | Árbitro(s): Manuel Rosario |

### Tercer lugar
| 20 de abril de 2024, (6:00 PM UTC-6) | Costa Rica | 0-3 | Guatemala                                            | Polideportivo Alexis Argüello, Managua |                           |
|                                      |            |     | - E. Santizo 0'38"' - Sandoval 4'58"' - Díaz 30'15"' | Árbitro(s): Brenda Valdez              | Árbitro(s): Brenda Valdez |

### Final
| 20 de abril de 2024, (8:00 PM UTC-6) | Cuba                                                | 3-4 | Panamá                                                         | Polideportivo Alexis Argüello, Managua |                          |
|                                      | - Martínez 19'02"', 36'39 - Maquensi 20'17"' (a.g.) |     | - Milord 13'43"' - Campos 21'33"' - Goodridge 24'17"', 34'15"' | Árbitro(s): Josh Wilkens               | Árbitro(s): Josh Wilkens |

## Campeón
|                            |
| Bandera de Panamá          |
| Campeón Panamá 1.er título |

## Goleadores
7 goles
- David Rondón
- Roberto Alvarado
- Marvin Sandoval

6 goles
- Loic Kwemi
- Abdiel Ortiz

5 goles
- Jonathan Hernández
- Eder Giorgana
- Nilton De Andrade
- Ruman Milord

4 goles
- Minor Cabalceta
- Iduan Martínez
- Patrick Ruiz
- Eddie Sánchez
- Aquiles Campos
- Claudio Goodridge

3 goles
- Montacer El Harchali
- Milinton Tijerino
- José Belliard
- Héctor Pérez
- Guillermo López
- Jhonny Díaz
- Brhorhado Borgella
- Daniel Soltero
- Miguel Giorgana
- Eduardo Dávalos
- Lester Kripp
- Exequiel Sequeira
- Alfonso Maquensi
- Vangellino Sastromedjo
- Che Benny
- Sebastian Mendez
- Franck Tayou

2 goles
- Safwane Mlah
- Abdelmouhaimen Nboucha
- Diego Chavarria
- Daniel Gómez
- Gilberth Vindas
- Pablo Rodríguez
- Víctor Fonseca
- Jorge González
- José Morales
- Marco Gómez
- Christian Gardelli
- Javier Pepén
- Alan Aguilar
- Fernando Campaignac
- Edgar Santizo
- John Preval
- Luis Magaña
- Wesly Ruiz
- Óscar Hinks
- Ike Adams
- Darius Ollivierra
- David Ortiz
- Luciano Gonzalez

1 gol
- Daniel Chamale
- Raheem Rose
- Yosel León
- César Vargas
- Jean Salas
- Enmanuel Gamboa
- Bárbaro Álvarez
- Diego Ramírez
- Dayan Cotilla
- Harold Aguilera
- Ricardo Álvarez
- Marselle Cestero
- Bryan Santizo
- José Marín
- Jenner Paniagua
- Jean Schwetzer St Hubert
- Christo-Fils Voltaire
- Carlos Rivera
- Abraham Atri
- Abdiel Escobar
- Abdiel Castrellon
- Jaime Peñaloza
- Lorenzo Donner
- Giovanni Blatz
- Nazario Doesburg
- Shane Hospedales
- Matthew Woo Ling
- Jameel Neptune
- Diego Burato
- Nicholas Lopez

Autogoles
- Roberto Díaz (ante Canadá)
- Alfonso Maquensi (ante Cuba)

## Posiciones finales
| Pos. | Equipo               | Pts. | PJ | G | E | P | GF | GC | Dif. | Final result                   |
| ---- | -------------------- | ---- | -- | - | - | - | -- | -- | ---- | ------------------------------ |
| 1    | Panamá               | 15   | 6  | 5 | 0 | 1 | 24 | 13 | +11  | Campeón                        |
| 2    | Cuba                 | 9    | 6  | 2 | 3 | 1 | 15 | 14 | +1   | Finalista                      |
| 3    | Guatemala            | 13   | 6  | 4 | 1 | 1 | 30 | 21 | +9   | Tercer Lugar                   |
| 4    | Costa Rica           | 13   | 6  | 4 | 1 | 1 | 21 | 14 | +7   | 4° Lugar                       |
|      |                      |      |    |   |   |   |    |    |      |                                |
| 5    | República Dominicana | 6    | 4  | 2 | 0 | 2 | 24 | 16 | +8   | Eliminados en cuartos de final |
| 6    | México               | 6    | 4  | 2 | 0 | 2 | 22 | 20 | +2   | Eliminados en cuartos de final |
| 7    | Estados Unidos       | 4    | 4  | 1 | 1 | 2 | 17 | 16 | +1   | Eliminados en cuartos de final |
| 8    | Canadá               | 4    | 4  | 1 | 1 | 2 | 16 | 18 | −2   | Eliminados en cuartos de final |
|      |                      |      |    |   |   |   |    |    |      |                                |
| 9    | Surinam              | 3    | 3  | 1 | 0 | 2 | 8  | 10 | −2   | Eliminados en fase de grupos   |
| 10   | Nicaragua (H)        | 1    | 3  | 0 | 1 | 2 | 8  | 14 | −6   | Eliminados en fase de grupos   |
| 11   | Haití                | 0    | 3  | 0 | 0 | 3 | 7  | 21 | −14  | Eliminados en fase de grupos   |
| 12   | Trinidad y Tobago    | 0    | 3  | 0 | 0 | 3 | 8  | 23 | −15  | Eliminados en fase de grupos   |

 Fuente: CONCACAF